# Kadışehri
Kadışehri là một huyện thuộc tỉnh Yozgat, Thổ Nhĩ Kỳ. Huyện có diện tích 508 km² và dân số thời điểm năm 2007 là 17976 người, mật độ 35 người/km².